# Josipdol
Josipdol es un municipio de Croacia en el condado de Karlovac.

## Geografía
Se encuentra a una altitud de 340 m s. n. m. a 106 km de la capital nacional, Zagreb.

## Demografía
En el censo 2011, el total de población del municipio fue de 3 833 habitantes, distribuidos en las siguientes localidades:
- Carevo Polje - 146
- Cerovnik - 144
- Istočni Trojvrh  - 22
- Josipdol - 832
- Modruš - 165
- Munjava - 240
- Munjava Modruška - 63
- Oštarije - 1 431
- Sabljaki Modruški - 50
- Salopeki Modruški - 63
- Skradnik - 398
- Trojvrh - 36
- Vajin Vrh - 22
- Vojnovac - 94

| Gráfica de población de Josipdol 1857-2011 (localidad)              |
|                                                                     |
| Según los censos de población de la oficina estadística de Croacia. |